# Рибальченко Даніїл Аркадійович
Даніїл Аркадійович Рибальченко — головний сержант ОЗСП «Азов» Національної гвардії України, учасник російсько-української війни, що загинув у ході російського вторгнення в Україну в 2022 році.

## Життєпис
Даніїл Рибальченко народився 1989 року в місті Таврійськ Херсонської області. У 18-річному віці (2007 року) був призваний до лав Збройних сил України. Служив в 79 ОДШБр. Свою службу не переривав взагалі. З початком війни на сході України у 2014 році відразу пішов воювати на фронт. Спочатку, в лавах «Правого сектору», а потім — у батальйоні МВС «Гарпун». 2015 року перейшов до полку «Азов». Навесні 2017 року зазнав важкого поранення у голову в боях під Мар'їнкою. Куля розбила соскоподібний відросток і вийшла в потиличній ділянці. У квітні 2017 року медики Дніпропетровської обласної клінічної лікарня ім. І. І. Мечникова боролися за життя Даніїла Рибальченка та важкопораненого львів'янина Ігоря Галушки (позивний «Тесак»), який і врятував побратима «Рибу» з під обстрілу, провели складні операції.
У ході широкомасштабного військового вторгнення РФ в Україну з побратимами захищали Маріуполь, перебували на «Азовсталі». Загинув хоробрий воїн 9 квітня 2022 року. Довгий час тривала процедура впізнання, за певними прикметами рідним (зокрема, братові Демиду Рибальченку (позивний «Гнида»), також військовому) вдалося його впізнати за характерним татуюванням. У нього була вибита Наталка Полтавка на правій нозі з автоматом «Калашнікова». Попрощалися із загиблими бійцями полку «Азов» Даниїлом Рибальченком та Віталієм Красовським з позивним «Крос» у Київському крематорії 30 червня 2022 року. Віддати шану загиблим бійцям прийшли понад сто людей: родичі, друзі та побратими.

## Родина
- брат Дмитро (1973)
- брат Демид (1992) — військовослужбовець, був командиром взводу під час операції з деблокади Маріуполя в с. Времівка Донецької області [4]

## Нагороди
- орден За мужність II ступеня (2022, посмертно) — за особисту мужність і самовіддані дії, виявлені у захисті державного суверенітету та територіальної цілісності України, вірність військовій присязі[5].
- орден За мужність III ступеня (2022) — за особисту мужність і самовіддані дії, виявлені у захисті державного суверенітету та територіальної цілісності України, вірність військовій присязі, зразкове виконання службового обов'язку[6].